# Zach Wamp
Zachary Paul "Zach" Wamp, född 28 oktober 1957 i Fort Benning, Georgia, är en amerikansk republikansk politiker. Han representerade delstaten Tennessees tredje distrikt i USA:s representanthus 1995–2011.
Wamp studerade vid University of North Carolina at Chapel Hill och University of Tennessee.
Wamp förlorade knappt mot sittande kongressledamoten Marilyn Lloyd i kongressvalet 1992. Lloyd bestämde sig för att inte kandidera till omval i kongressvalet 1994. Wamp vann den gången och efterträdde Lloyd i representanthuset i januari 1995. Han efterträddes 2011 av partikamraten Chuck Fleischmann.